# Trichohyllisia strandi
Trichohyllisia strandi är en skalbaggsart som beskrevs av Stefan von Breuning 1942. Trichohyllisia strandi ingår i släktet Trichohyllisia och familjen långhorningar. Inga underarter finns listade i Catalogue of Life.